# Arquidiocese de Chapecó
A Arquidiocese de Chapecó (Archidiœcesis Xapecoënsis) é uma circunscrição eclesiástica da Igreja Católica no Brasil, no estado de Santa Catarina. Pertence ao Conselho Episcopal Regional Sul IV da Conferência Nacional dos Bispos do Brasil, sendo metropolitana das Dioceses de Caçador, Lages e Joaçaba. A sé episcopal está na catedral de Santo Antônio, na cidade de Chapecó, no estado de Santa Catarina.
Abrange 80 municípios do oeste catarinense e possui 46 paróquias situadas nas seguintes cidades:
Abelardo Luz, Anchieta, Caibi, Campo Erê, Caxambu do Sul, Chapecó, Coronel Freitas, Cunha Porã, Descanso, Dionísio Cerqueira, Faxinal dos Guedes, Galvão, Guaraciaba, Guarujá do Sul, Iporã do Oeste, Ipuaçu, Ipumirim, Itá, Itapiranga, Maravilha, Modelo, Mondaí, Nova Itaberaba, Palma Sola, Palmitos, Pinhalzinho, Quilombo, Romelândia, São Carlos, São Domingos, São João do Oeste, São José do Cedro, São Lourenço do Oeste, São Miguel do Oeste, Saudades, Seara, Tunápolis, Vargeão, Xanxerê, Xavantina e Xaxim.

## Histórico
A Diocese de Chapecó foi erigida canonicamente pelo Papa Pio XII, por meio da Constituição Apostólica Palmensis - Lagensis (Palmensis et Xapecoënsis), de 14 de janeiro de 1958, também designada como bula Quoniam venerabilis Frater. Seu território é oriundo do desmembramento de áreas da Diocese de Lages e da então Prelazia de Palmas.
Localizada geograficamente no Oeste Catarinense, a Arquidiocese faz fronteira com o país da Argentina, com os estados do Rio Grande do Sul e do Paraná. Sua superfície geográfica é de 15.663,7 km², com abrangência em 80 municípios catarinenses. De acordo com a estimativa do IBGE em 2024, a população era de 922.930 habitantes.
A Arquidiocese possui 46 paróquias e 1488 comunidades. Ainda é marcante o número de pequenas comunidades rurais, todavia, com a concentração da população na realidade urbana, tem aumentado o número dessas comunidades. Atualmente, também está em discussão a criação e a implementação de novas paróquias. O presbitério diocesano é formado por 77 padres (diocesanos e religiosos). As dez Congregações Religiosas Femininas mantêm um grupo de 57 religiosas. Já as Congregações masculinas tem um grupo  de 16 Irmãos religiosos.
No decorrer de quase sete décadas de história da Arquidiocese de Chapecó muitas marcas são percebidas. De modo sucinto, evidenciamos quatro delas:
1ª) Diversidade de ministérios. Conforme dados indicados pelas paróquias, são aproximadamente 55.500 lideranças, envolvidas na evangelização de nossas comunidades. Isto mostra que os ministérios contemplam as várias dimensões da vida da Igreja. Há um envolvimento significativo tanto na dimensão organizativa e administrativa, quanto na litúrgica e social.
2ª) Espaços colegiados de reflexão, decisão e encaminhamentos. Dentre eles, destacamos os conselhos de evangelização e pastoral em nível comunitário, paroquial e diocesano. Também merecem destaque as Assembleias de Pastoral e as coordenações das pastorais.
3ª) Igreja a serviço da vida plena para todos. No decorrer da caminhada diocesana muitas pessoas foram e continuam sendo protagonistas junto às pastorais sociais, organizações populares, sindicatos, associações e no campo da educação e da política.
4ª) Espaços de formação. É grande o número de encontros, cursos e escolas de formação que ocorrem nas paróquias, regiões pastorais e na Arquidiocese. Estes espaços formativos, a partir das realidades específicas, ajudam a construir um processo de formação integral e permanente.
Nos últimos anos, também, a Arquidiocese deu passos significativos na tomada de consciência e no fortalecimento da identidade de uma Igreja missionária, uma Igreja em saída. Isto foi impulsionado pelo magistério do Papa Francisco, pelas Diretrizes da Ação Evangelizadora da Igreja no Brasil.
Em 5 de novembro de 2024, o Papa Francisco elevou a Diocese de Chapecó a Arquidiocese, atribuindo-lhe como sufragâneas as dioceses de Caçador, Joaçaba e Lages.

## Bispos
|            | Nome                        | Período    | Notas                                                    |
| Arcebispos | Arcebispos                  | Arcebispos | Arcebispos                                               |
| ---------- | --------------------------- | ---------- | -------------------------------------------------------- |
| 1º         | Odelir José Magri, M.C.C.J. | 2024-      | Atual                                                    |
| Bispos     |                             |            |                                                          |
| 5º         | Odelir José Magri, M.C.C.J. | 2015-2024  | Elevado a Arcebispo                                      |
| 4º         | Manoel João Francisco       | 1998-2014  | Nomeado bispo de Cornélio Procópio                       |
| 3º         | José Gomes                  | 1968-1998  | Renunciou por limite de idade                            |
| 2º         | Wilson Laus Schmidt         | 1962-1968  | Renunciou. Nomeado bispo titular de Sínada na Mauritânia |
| 1º         | José Thurler                | 1959-1962  | Nomeado Bispo coadjutor de Sorocaba                      |